# Jari Vanhala
Jari Vanhala, född 29 augusti 1965 i Helsingfors, är en finländsk före detta fotbollsspelare (anfallare). Under sin karriär spelade han bland annat för FF Jaro, HJK och Inter Åbo. Han gjorde även 23 landskamper för Finlands landslag.

## Meriter
HJK
- Tipsligan: 1992
- Finlands cup: 1993